# 阿帕切塔山 (普諾大區)
14°17′05″S 69°48′29″W / 14.28472°S 69.80806°W
阿帕切塔山（西班牙語：Apacheta），是秘魯的山峰，位於該國東南部普諾大區，由卡拉瓦亞省的克魯塞羅區負責管轄，屬於安地斯山脈的一部分，海拔高度5,168米。